# Szegeds flygplats
Szegeds flygplats är en flygplats i staden Szeged i Ungern. Den ligger i provinsen Csongrád-Csanád, i den centrala delen av landet, 160 km sydost om huvudstaden Budapest. Szeged ligger 82 meter över havet.